# P+R Gieten

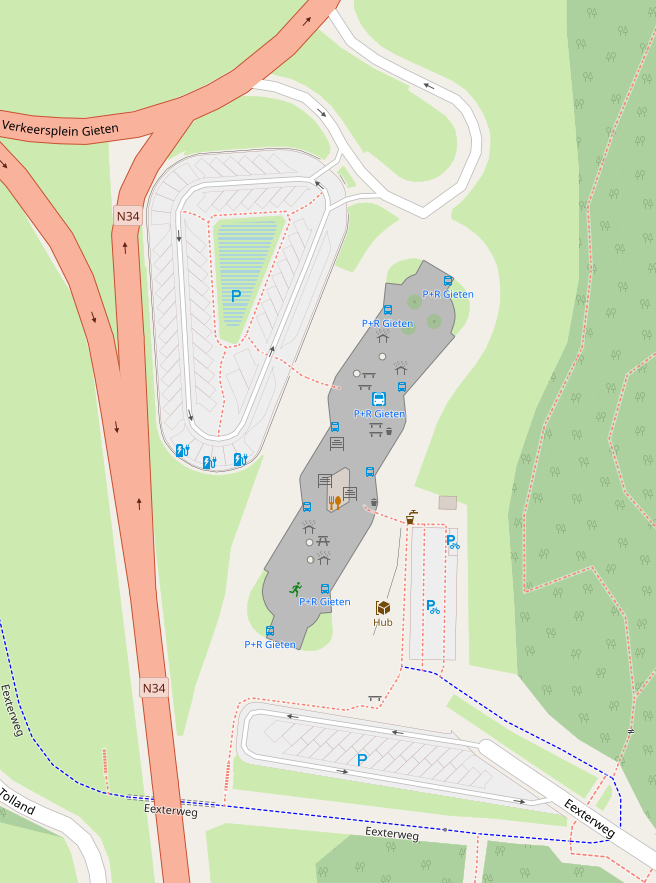
Situering van de P+R nabij het verkeersplein Gieten (2024)

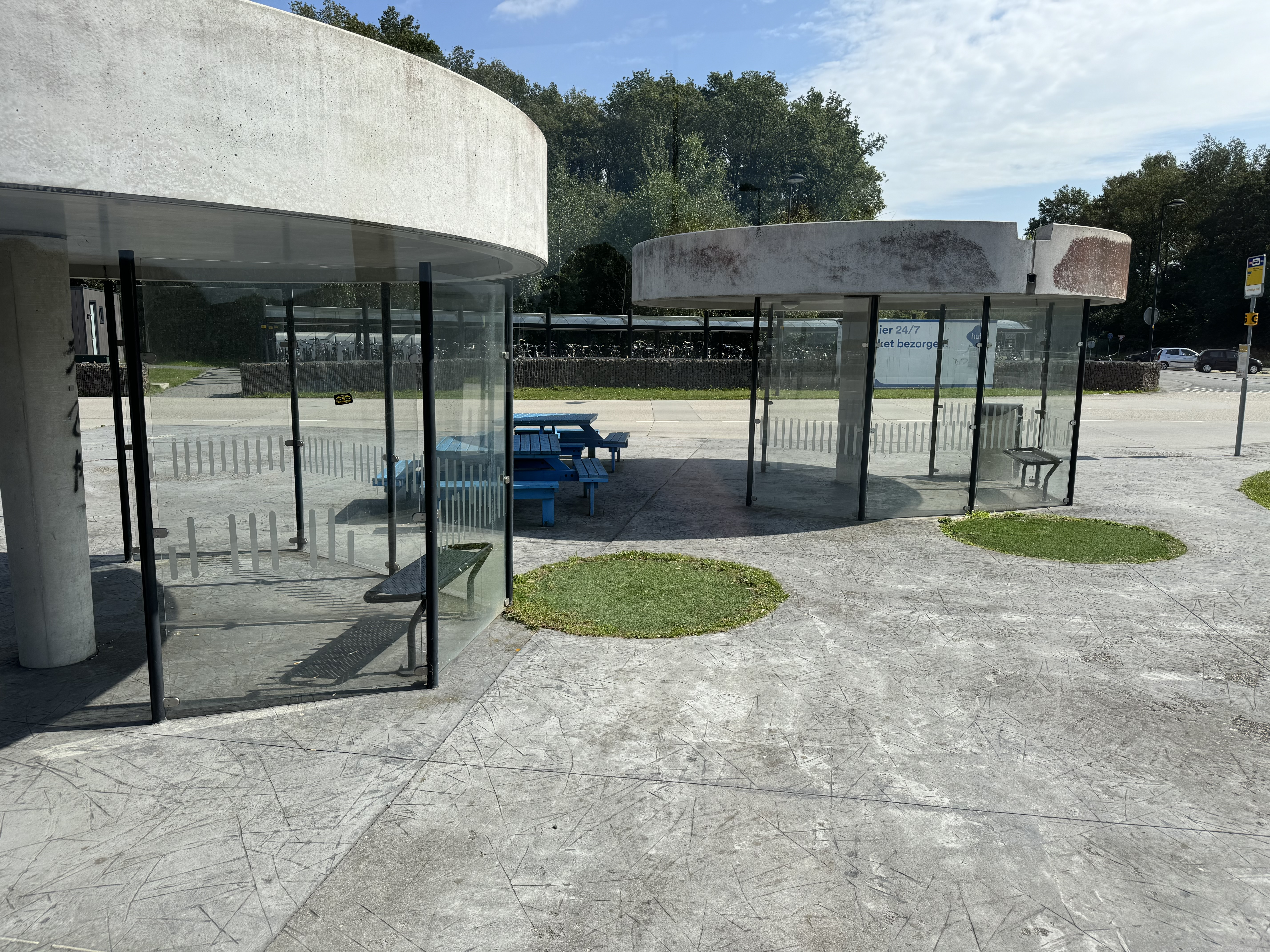
De wachtplekken bij de haltes (2024)

P+R Gieten (tot 2019 OV-Knooppunt N33/N34) is een P+R-halte bij het verkeersplein Gieten tussen de N33 en N34 nabij Gieten. Op dit station sluiten de verbindingen Assen - Veendam en Groningen - Stadskanaal/Emmen elk half uur op elkaar aan. De perrons op het busstation hebben de letters A t/m I. Perron I ligt apart van de rest op de parkeerplaats.

## Geschiedenis
Omstreeks 1965 kwamen er ook al om vaste tijden bussen uit meerdere richtingen in Gieten aan, destijds echter in het dorp zelf en elk uur in plaats van elk half uur. In 2003 werd door Rijkswaterstaat gesproken over het voornemen om bij de reconstructie van het nabijgelegen verkeersplein ook een transferium aan te leggen. In maart 2010 werd gestart met de aanleg van het ov-knooppunt, waarna het op 1 januari 2011 in gebruik werd genomen. Omwonenden stapten nog naar de Raad van State omdat zij vonden dat er een betere locatie voorhanden was waarbij de natuur beter behouden bleef, maar die bezwaren werden ongegrond verklaard. Met de komst van het ov-knooppunt verdwenen de bussen uit de dorpen en werd de reistijd tussen steden als Groningen, Assen, Emmen en Veendam sterk ingekort. De plaatsing van de overkapping, de kiosk en het elektronisch informatiebord liep vertraging op, mede doordat extra bodemonderzoek nodig was. Pas in maart 2012 werden de overkapping en kiosk geplaatst. In september 2012 werd het ov-knooppunt officieel geopend, alleen het digitale informatiesysteem en blindengeleidestroken ontbraken toen nog. In de maanden daarna was nog sprake van het voorzien in een babyverschoonplek bij de kiosk, maar die kwam er niet. In juli 2013 zouden het digitale informatiesysteem en de geleidestroken voltooid moeten zijn.
In het najaar van 2013 sloot de kiosk vanwege financiële problemen, nadat die in februari 2014 weer openging met een nieuwe exploitant die er zeker in 2015 nog zat. In 2018 was er weer een nieuwe eigenaar. In het najaar van 2024 sloot de kiosk weer, ditmaal vanwege een personeelstekort.
Het ov-knooppunt werd op 6 april 2018 als eerste busstation/P+R benoemd tot "hub". Als onderdeel hiervan werd het ov-knooppunt voorzien van een watertappunt, fietskluizen, een standplaats voor een zogeheten hubtaxi, een omgebouwde ANWB-praatpaal als contactpunt en bij wijze van experiment fitnesstoestellen. Vanaf de dienstregeling van 2020 die in december 2019 inging, heet het busstation P+R Gieten. In oktober 2022 werd als onderdeel van een proef een elektrische deelauto op het P+R-terrein neergezet. Sinds eind dat jaar beschikt de P+R over oplaadstations voor elektrische auto's.

## Voorzieningen
Bij het knooppunt ligt een parkeerplaats voorzien van laadpalen voor elektrische auto's waar busreizigers gratis kunnen parkeren. Tevens is er een kiosk aanwezig en een watertappunt, fietskluizen, een taxistandplaats en fitnesstoestellen. Bussen vanuit de richtingen Emmen en Stadskanaal kunnen via een uitvoegstrook het transferium bereiken en hoeven dus niet het verkeersplein op.

## Lijnen
Alle lijnen worden uitgevoerd door Qbuzz. De frequentie van de Qliners varieert van eens per 10 minuten tot eens per uur, afhankelijk van de lijn en of in de spits gereisd wordt. Op 8 mei 2016 werden de haltes van lijn 300 richting Emmen en lijn 312 richting Stadskanaal omgewisseld om de overstappen makkelijker te maken. Eerder stopte lijn 300 op perron E en lijn 312 op perron G.
| Lijn      | Route                                           | Via                      | Halte     |
| Streekbus | Streekbus                                       | Streekbus                | Streekbus |
| --------- | ----------------------------------------------- | ------------------------ | --------- |
| 59        | Gieten P+R - Exloo Hoofdstraat                  | Borger                   | H         |
| 77        | Gieten P+R - Wildervank N33                     | De Hilte                 | D         |
| Qliner    |                                                 |                          |           |
| 300       | Groningen Hoofdstation - Emmen Station          | Gieten P+R, Borger P+R   | A/G       |
| 310       | Veendam Station - Assen Station                 | Gieten P+R               | B/F       |
| 312       | Groningen Hoofdstation - Stadskanaal Busstation | Gieten P+R               | C/E       |
| Nachtbus  |                                                 |                          |           |
| 418       | Groningen Hoofdstation → Groningen Hoofdstation | Haren, Zuidlaren, Gieten | A         |

Laatst bijgewerkt: 25 augustus 2024